# Воспитание (икона Божией Матери)

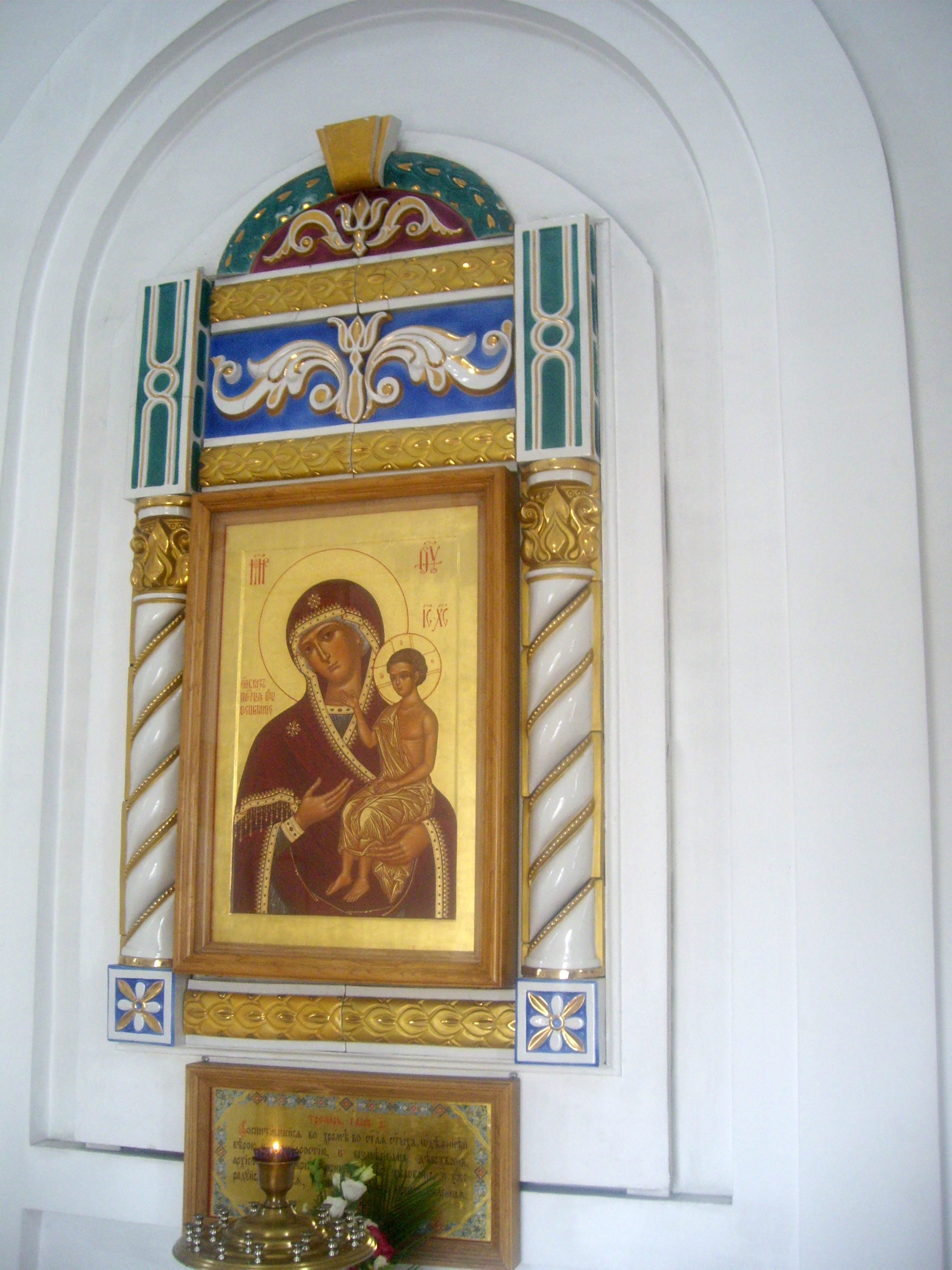
Икона Воспитание в одноимённой часовне в Харитонове

Ико́на Бо́жией Ма́тери «Воспита́ние» — древний византийский образ Божией Матери, почитаемый в Русской православной церкви чудотворным. Список с иконы (также почитаемый чудотворным) хранится в соборной церкви Казанской иконы Божией Матери на Красной площади в Москве. Празднование — 5 (18) марта.

## Общая информация
Данный образ относится к иконам Богородицы типа «Одигитрия». Время появления иконы в России неизвестно. До 1917 года она хранилась в Казанском соборе на Красной площади в Москве. После разрушения собора икона была утеряна и в настоящее время во вновь воссозданной церкви почитанием пользуется список с иконы.
На иконе Матерь Божия изображена с сидящим Богомладенцем на её левой руке. Его рука (на одних списках иконы — левая, на других — правая) протянута к лику Богородицы.
Название иконы говорит о том, что перед образом родители молятся за своих детей, вопрошая о даровании премудрости, разума и покровительстве.

## Церкви в честь иконы
Старых церквей, названных в честь иконы Божией Матери «Воспитание» не существует, а новые построены в Москве, Московской области и Забайкальском крае:
- Церковь Иконы Божией Матери Воспитание в Некрасовке (Москва)[4].
- Церковь Иконы Божией Матери Воспитание в Новых Ватутинках (Москва)[5].
- Церковь Иконы Божией Матери Воспитание в городе Шилке Забайкальского края[6].
- Часовня Иконы Божией Матери Воспитание в селе Новохаритоново Московской области[7].

## Молитва
«Вручаю дитя мое всецело Господу моему Иисусу Христу и Твоему, Пречистая, небесному покровительству».